# رنگ حلال
رنگ حلال نوعی رنگ محلول در حلال‌های آلی است که معمولاً به عنوان محلول در یک حلال آلی استفاده می‌شود.
رنگ‌های حلال برای رنگ آمیزی حلال‌های آلی، سوخت‌های هیدروکربنی، موم‌ها، روان‌کننده‌ها، پلاستیک‌ها و سایر مواد غیر قطبی مبتنی بر هیدروکربن استفاده می‌شود. رنگهای سوختی یکی از کاربردهای رنگهای حلال هستند. مولکول‌های آنها معمولاً غیرقطبی یا قطبی اندک هستند و تحت یونیزاسیون قرار نمی‌گیرند. آنها در آب نامحلول هستند. آنها یک محلول کلوئیدی در حلال‌ها تشکیل می‌دهند. آنها پایداری نوری ضعیف (رنگهای پایه) تا خوب (بر اساس کمپلکس فلزی) دارند.
رنگ‌های حلال برای تقلید طلا (و سایر جلوه‌های فلزی شفاف) فیلم‌های پلی استر متالیز شده استفاده می‌شود. همچنین در جوهرهای مارک گذاری، جوهرهای جوهر افشان، رنگ آمیزی شیشه و غیره استفاده می‌شود.
نام رنگ‌های حلال اغلب عمومی است، از طرح "حلال < رنگ > < عدد > "، به عنوان مثال حلال قرمز ۲۴، حلال قرمز ۲۶، حلال قرمز ۱۶۴، حلال زرد ۱۲۴، حلال آبی ۳۵ و غیره.
رنگهای حلال قرمز و زرد اغلب رنگهای محبوب هستند، رنگهای سبز و آبی رنگهای آنتراکینونی هستند.